# NGC 4357
NGC 4357 é uma galáxia espiral (Sbc) localizada na direcção da constelação de Canes Venatici. Possui uma declinação de +48° 46' 48" e uma ascensão recta de 12 horas, 23 minutos e 59,1 segundos.
A galáxia NGC 4357 foi descoberta em 9 de Fevereiro de 1788 por William Herschel.